# برنامج إصلاح خدمات المياه
برنامج إصلاح خدمات المياه (المعروف سابقًا باسم ثري ووترز)، برنامج إعادة هيكلة البنية التحتية العامة الذي أطلقته حكومة العمل السادسة لتحقيق مركزية إدارة إمدادات المياه والصرف الصحي في نيوزيلندا. اقترح في الأصل نقل السيطرة على مياه الأمطار ومياه الشرب وإدارة مياه الصرف الصحي من المجالس المحلية البالغ عددها 67 مجلسًا في البلاد إلى العديد من الكيانات الإقليمية الجديدة المملوكة للقطاع العام بحلول يوليو 2024. أُعلن عن تفاصيل الإصلاحات المقترحة في أكتوبر 2021، وتعرضت إصلاحات المياه الثلاثة لانتقادات من قبل العديد من رؤساء البلديات والأحزاب الوطنية وأطراف رابطة المستهلكين ودافعي الضرائب.
تشكل فريق عمل من رؤساء البلديات وممثلي الماوري في نوفمبر 2021، وراجع قضايا التمثيل والحوكمة والمساءلة، وقدم تقريرًا في مارس 2022 يتضمن 47 توصية. قبلت الحكومة 44 توصية في أبريل 2022. تضمنت التغييرات الرئيسية في المقترحات الأصلية توفير حصص غير مالية للمجالس في كيانات المياه الأربعة الجديدة، وزيادة الحماية التشريعية ضد الخصخصة المستقبلية لأصول المياه. اقترحت إنشاء مجموعات تمثيلية إقليمية كجزء من هيكل الإدارة، مع تمثيل متساو للمجلس والسكان الأصليين. تعين هذه المجموعات التمثيلية أعضاء مجالس إدارة كيانات المياه الأربعة، على أساس المهارة والكفاءة.
أعلنت الحكومة في أبريل 2032، عن إصلاح شامل لبرنامج ثري ووترز، وأعادت تسميته ببرنامج إصلاح خدمات المياه. وُسعت كيانات خدمات المياه الأربعة المقترحة إلى عشرة كيانات تحتفظ بهيكل الحكم المنقسم الذي يتكون من ممثلي المجلس المحلي وممثلي السكان الأصليين (شعب الأرض).

## خلفية تاريخية